# 2335 James
2335 James este un asteroid descoperit pe 17 octombrie 1974 de Eleanor Helin.